# Graham Burgess
Graham K. Burgess (nascut el 1968 a Liverpool), és un jugador, escriptor, i entrenador d'escacs anglès, que té el títol de Mestre de la FIDE des de 1988.

## Biografia i resultats destacats en competició
Va esdevenir MF als vint anys. El 1989 es va graduar a la Universitat de Cambridge amb un grau en matemàtiques. El 1994 va establir un rècord mundial en jugar 510 partides ràpides (a cinc minuts per jugador) en tres dies, guanyant-ne 431 i entaulant-ne 25 (Burgess 2000:448–52).
Burgess ha escrit més de vint llibres i n'ha editat més de 250. La seva obra The Mammoth Book of Chess va guanyar el premi Book of the Year de la Federació Britànica d'Escacs el 1997. És director d'edicions de Gambit Publications. (Burgess 2000:Portada).

## Obres
- Burgess, Graham. The King's Indian for the Attacking Player.  Batsford, 1993. ISBN 0-8050-2936-2.
- Burgess, Graham. Winning with the Smith-Morra Gambit.  Batsford, 1994. ISBN 0-8050-3574-5.
- Burgess, Graham. Gambits.  Batsford, 1995. ISBN 978-0-8050-3898-9.
- Burgess, Graham. The Quickest Chess Victories of All Time.  Everyman Chess, 1998. ISBN 978-1-85744-538-1.
- Nunn, John; Gallagher, Joe; Emms, John [et al.].. Everyman Chess. Nunn's Chess Openings, 1999. ISBN 978-1-85744-221-2.
- Burgess, Graham. Running Press Book Publishers. The Mammoth Book of Chess. 3a edició, 2009. ISBN 978-0-7624-3726-9. Primera edició (1997) també publicada en tapa dura a Chess: Tactics and Strategy, Castle Books, 2002, ISBN 978-0-7858-1516-7
- Burgess, Graham. Chess Highlights of the 20th Century.  Gambit Publications, 2000. ISBN 978-1-901983-21-0.
- Burgess, Graham. The Slav.  Gambit, 2001. ISBN 1-901983-44-7.
- Burgess, Graham; Nunn, John; Emms, John. Carroll & Graf. The Mammoth Book of the World's Greatest Chess Games. 2a edició, 2004. ISBN 978-0-7867-1411-7.